# George Wallace (comico statunitense)
George Wallace (Atlanta, 21 luglio 1952) è un attore e comico statunitense.

## Filmografia parziale

### Cinema
- L'ultima battuta (Punchline), regia di David Seltzer (1988)
- Rabbia ad Harlem (A Rage in Harlem), regia di Bill Duke (1991)
- Batman Forever, regia di Joel Schumacher (1995)
- Piacere, Wally Sparks (Meet Wally Sparks), regia di Peter Baldwin (1997)
- Little Nicky - Un diavolo a Manhattan (Little Nicky), regia di Steven Brill (2000)
- The Wash, regia di DJ Pooh (2001)
- Mr. Deeds, regia di Steven Brill (2002)
- Ladykillers (The Ladykillers), regia di Joel ed Ethan Coen (2004)
- Funny People, regia di Judd Apatow (2009)
- La guerra dei sessi - Think Like a Man Too (Think Like a Man Too), regia di Tim Story (2014)
- È solo l'inizio (Just Getting Started), regia di Ron Shelton (2017)
- Dacci un taglio (Nappily Ever After), regia di Haifaa al-Mansour (2018)
- Un'ultima risata (The Last Laugh), regia di Greg Pritikin (2019)
- Hubie Halloween, regia di Steven Brill (2020)

### Televisione
- Willy, il principe di Bel-Air (The Fresh Prince of Bel-Air) – serie TV episodio 6x05 (1995)
- Scrubs - Medici ai primi ferri (Scrubs) – serie TV, un episodio (2007)
- K.C. Agente Segreto (K.C. Undercover) – serie TV, 2 episodi (2015-2018)
- Law & Order - Unità vittime speciali (Law & Order: Special Victims Unit) – serie TV, episodio 19x21 (2018)
- The Premise - Questioni morali (The Premise) – serie TV, un episodio (2021)
- La pazza storia del mondo, Parte II (History of the world, Part II) – serie TV, un episodio (2023)

## Doppiatori italiani
Nelle versioni in italiano delle opere in cui ha recitato, George Wallace è stato doppiato da:
- Gerolamo Alchieri in Ladykillers, The Premise - Questioni morali
- Luigi Montini in Rabbia ad Harlem
- Massimo Corvo in Batman Forever
- Emilio Cappuccio in Scrubs - Medici ai primi ferri
- Giovanni Petrucci in K.C. Agente Segreto
- Roberto Stocchi in Law & Order - Unità vittime speciali
- Dario Oppido in La pazza storia del mondo, Parte II